# Aeroportul Matane
Aeroportul Matane (IATA: YME, ICAO: CYME) este un aeroport din Matane⁠(d), La Matanie⁠(d), Bas-Saint-Laurent⁠(d), Provincia Québec, Canada.
Situat la o altitudine de 31 m, aeroportul dispune de o singură pistă.